# Філіпо Марія Вісконті
Філіпо Марія Вісконті (*Filippo Maria Visconti, 3 вересня 1392 — 13 серпня 1447) — герцог Міланський у 1412—1447 роках, один з найвпливовіших володарів Італії першої половини XV ст.

## Життєпис

### Молоді роки
Походив з династії Вісконті. Син кузенів Джан Галеаццо Вісконті, герцога Міланського, та Катерини Вісконті. З дитинства хворів на рахіт. У 1402 році, після смерті батька, отримав Павію і титул графа, в той час як старший брат Джованні Марія став правити герцогством під регентством Катерини Вісконті.
Слабкість влади молодих Вісконті позначилася на внутрішньому стані держави — почався розгардіяш. У 1404 році заарештовано матір Філіпо й запроторено до замку у Монці, де вона незабаром сконала від голоду. Тоді опікуни Філіпо наказали зміцнити Павію, але не втручалися у чвари в Ломбардії.

### Боротьба за герцогство
У 1410 році Павію зайняв кондотьєр Фачіно Кане, а Філіпо запроторив до в'язниці Павії. Фачіно Кане також захопив місто Верчеллі, Алессандрію, Новару, Тортону. Останній у 1412 році випустив Філіпо. Ймовірно отруїв Фачіно Кане, після смерті якого оженився на його удові, яка отримав спадок чоловіка. Того ж року було вбито його старшого брата — герцога. 
Втім владу в Мілані захопив кузен Джованні Карло, але того було швидко вигнано. Водночас права на герцогство Міланське висунув дядько Філіпо — Есторре Вісконті. Але Філіпо у 1413 році взяв того в облогу у фортеці Монца. Незабаром Есторре здався, його за наказом Філіпо страчено. У 1418 році звинуватив дружину у перелюбі й наказав стратити.
Боровся проти Гільєрмо делла Скала, який зрештою втік до Падуї під захист місцевого володаря Франческо да Каррари. Каррара захопив Верону. Місто Віченца повстало, закликавши на допомогу Венецію. Війська останньої захопили Верону, а потім й Падую.

### Війни в Італії
Філіпо Вісконі у 1420–1422 роках підтримав Джованну II, королеву Неаполя, проти повсталих кондотьєрів, баронів й Альфонса Арагонського. У 1421 році уклав мир з Флорентійською республікою. Того ж року захопив Брешу, а незабаром підкорив Генуезьку республіку. Уклав угоду з папським легатом в Болоньї. 1422 році завдав поразки армії Швейцарської конфедерації у битві біля Арбедо, що дозволило відвоювати Беллінцону.
У 1423 році підступно захопив Болонью, змусивши тікати її володаря Антоніо Бентівольйо. Тоді ж стає опікуном малолітнього володаря м. Форлі — Тебальдо Орделаффі. У зв'язку з тим стався конфлікт з дідом Тебальдо — Лодовіко Алідосі, володарем Імоли. Кондотьєр Аньйоло делла Перголо захопив Імолу, а Лодовіко Алідосі відправив до Мілану. Все це викликало конфлікт з Флорентійською республікою, яка була патроном Форлі та Імоли. Флорентійська армія взяла в облогу Форлі. У битві при Дзагонарі міланці перемогли флорентійців. Слідом за цим на бік Мілану перейшов кондотьєр Нікколо Піччініно.
У 1425 році розпочалася війна з Венеційською республікою, армію якої очолив Франческо Буссоне, граф Кармальйола. У 1426 році Буссоне відібрав у Вісконті місто Брешу, а потім зайняв східний берег о. Гарда. Того ж року за посередництва папи римського Мартина V уклав мир з Венецією та Флоренцією, за яким визнав Брешу за Венеційською республікою. Втім, не дотримався умов договору й у 1427 році рушив проти Венеції. Але у битві при Маклоді армія Вісконті зазнала поразки. За новою угодою при посередниці Нікколо д'Есте Флоренція повертала втрачені землі у Романьї, Бреша й Бергамо передавалися Венеції. Для зміцнення свого становища у 1428 році оженився на доньці герцога Савойського.
У 1430 році втрутився у внутрішній конфлікт у Луккській республіці, підтримавши тиранів Гвініді. Тут стикнувся з флорентійським кондотьєром графом Франческо Сфорца. Кондотьєр Вісконті — Нікколо Пічініно — завдав поразки  Сфорца у битві при річці Серкйо. Після цього у 1433 році Пічініно захопив міста Б'єнтіні, Кольчінайї, Ріпафрі, Ліворно. Але згодом вимушений їх повернути.
У 1431 році проти Філіпо Марії виступив папа римський Євген IV, до військ якого приєдналася Венеція. Невдовзі вдалося завдати поразки венезіанській флотилії у битві при Біні. Вісконті знову спрямував війська до Романьї. В битві при Імолі Пічініно переміг венеційців. Герцог Міланський спровокував війну у Папській області, де повстав Нікколо Фортебраччо. На бік папи римського перейшов Франческо Сфорца. Вісконті спрямував на допомогу Фортебраччо Нікколо Пічініно. Після тривалих бойових сутичок — спочатку Фортебраччо переміг  Сфорца, а згодом зазнав рішучої поразки від Франческо Сфорца. За допомогою Нікколо д'Есте, маркіза Феррари, Філіпо Вісконті уклав мир з папою, за яким останньому повернуто усі землі. У 1433 року укладено мир з іншими суперниками Мілану.
У 1435 році втрутився у боротьбу за Неаполітанський трон на боці Рене Анжуйського. У зв'язку з цим уклав союзницьку угоду з Папським престолом. За наказом Філіпо проти іншого претендента Альфонса Арагонського рушив генуезький флот на чолі із Б'яджо Ассауто. Він у битві при о. Понціо (неподалік Гаети) переміг Альфонсо, який потрапив у полон. У Мілані Філіпо Вісконті замирився з Альфонсо Арагонським, в результаті чого визнав королем Неаполя, уклав союзницьку угоду та відпустив з полону.
В цей час почалося повстання в Генуї на чолі із Франческо Спінолою, який зумів повалити владу міланського герцога. Дії Філіпо Вісконті призвели до того, що у 1436 році проти нього уклався союз з Венеції, Флоренції та Генуї. Флорентійський вигнанець Рінальдо делла Альбіцці спонукав Вісконті до більш активних дій проти Флорентійської республіки. Водночас наказав Нікколо Пічініно знову підкорити Геную, але той зазнав невдачі. Після цього міланські війська рушили до Лукки, маючи завдання приєднати її до Міланської держави. У битві при Барго Пічініно зазнав поразки від флорентійського кондотьєра Франческо Сфорца. Скориставшись цим проти власне земель Філіпо Вісконті виступили венеційці. Але Філіпо зумів перетягнути на свій бік Джованні Франческо Гонзаго, маркіза Мантуанського, кондотьєра та капітана Венеційської республіки. У 1438 році Вісконті уклав мир з графом Франческо Сфорца, завдяки чому флорентійці залишили Лукку. В цей момент до Романьї рушив Пічініно, який захопив Болонью, Імолу, Форлі та Равенну. Це викликало війну з Венецією, але міланці зайняли контадо Бреші, а саме місто взяли в облогу. Почалися перемовини з графом Сфорца щодо шлюбу того з донькою Філіпо Вісконті, за яку останній обіцяв 80 тис. флоринів посагу. Слідом за цим почалася облога Верони, а маркіз Мантуанський рушив проти Фаенци.
Втім війська Сфорци перемогли армію Вісконті біля Верони, потім у битві при Тенні. У 1440 році армія Вісконті зазнала поразки у битві при Ангіарі. Пічініно відступив до Ломбардії, а Філіпо Вісконті перебрався до Кремони. У 1441 році його війська захопили контадо Бреші та Бергамо. Того ж року уклав мир зі Сфорцою, за яким остаточно домовлено про шлюб доньки Вісконті з графом Сфорца. За свою доньку віддавав місто Кремону.
У 1446 році Вісконті підтримав Сіджисмондо Малатеста у Романьї, а також отримав допомогу папи римського й короля Неаполя. Про цього союзу виступили війська Флоренції, Венеції та Франческо Сфорца й Федеріго де Монтефельтро. Венеційська армія у 1446 році перемогла війська Вісконті у битві при Казале. У 1447 році граф Сфорца перейшов на бік Філіпо Вісконті. Але той помер 13 серпня того ж року. При цьому не залишив заповіту стосовно належності Міланського герцогства, що згодом призвело до Італійських війн.

## Родина
1. Дружина — Беатріс (1372—1418).
Діти: не було
2. Дружина — Марія (1411—1469), донька Амадея VIII, герцога Савойського.
Діти: не було
Коханка — Агнеса дель Майно
Діти:
- Катерина Марія (померла при народжені)
- Б'янка Марія (1425–1468), дружина Франческо Сфорца